# دهستان پیوه‌ژن
پیوه ژن روستایی در دهستان پیوه ژن بخش احمدآباد شهرستان مشهد به عنوان بزرگترین روستای استان خراسان رضوی و سومین روستای بزرگ ایران است.
تاریخ  و قدمت روستا:
دکتر  الهام پسندیده استاد دانشگاه تاریخ‌نویس با توجه به تحقیقات میدانی که از این روستا به عمل آورده است که در کتاب خود نیز به چاپ رسانده قدمت این روستا را به ۶۳۰۰ سال قبل تخمین زده است.
همچنین در کتاب هفت خاتون هفت قلعه نوشته دکتر باستانی پاریزی که تحقیقات زیادی در باره آناهیتا الهه معبد زرتشت شده‌است در صفحه ۲۷۰ اینچنین  نام پیوه ژن توصیف شده‌است: پیوه ژن هیچ ربطی به بیوه زن ندارد و این فقط تلفظ اشتباه آمیانه بوده‌است و نام اصلی پیوه ژن را طبق مطالعات و تحقیقات اینطور بوده‌است.
پیوه ژن از دو کلمه ترکیبی به نام پایاب + ژن تشکیل شده‌است که معنی آن در ایران باستان چشمه و ژن هم به معنی زن بوده‌است که در کتب موجود در آستان قدس رضوی اینطور آماده است آناهیتا الهه معبد زرتشت برای غسل به چشمه این روستا می‌آمده که وجود قبرستان زرتشتیان در روستا گواه بر تاریخ پر قدمت این روستا است.
آتشکده پایاب ژن
طبق شواهد و بناهای مجود در روستای پیوه ژن آتشکده و یا معبد آناهیتا نیز وجود دارد همانطور که در تاریخ مشخص است این بناها در بلندای کوه برپا میشده بنای موجود به آتشکده در روستای پیوه ژن بر بلندترین قله این روستا برپا گردیده است که عمر آن به دوره ساسانیان برمی‌گردد که بعدها به عنوان برج نگهبانی روستا استفاده می‌شده که هم‌اکنون بجز چند دیوار سنگی از آن بنا باقی نمانده‌است.
علاوه بر جنبه‌های گردشگری این روستا از نظر مذهبی نیز حائز اهمیت است این روستا دارای دو امامزاده به نام‌های هاشم و محتشم (علیه السلام) که نسب این دو بزرگوار به نوادگان امام سجاد و فرزندان اظهربن امام زین العابدین می‌باشند.
یکی دیگر از شگفتی‌های این روستا تنها سنگ وقف‌نامه حرم مطهر رضوی که هم کنون نیز نصب می‌باشد از آن این روستا است که اسم روستا کاملا مشخص در این سنگ آمده است.

## جمعیت
بر اساس سرشماری سال ۱۳۸۵ جمعیت آن  ۱۷۲۶۲ نفر (۴۷۲۰ خانوار) بوده‌است.